# 小嶋勝衛
小嶋 勝衛（こじま かつえ、1940年3月2日 - ）は、日本の建築系都市計画学者。工学者。一級建築士。工学博士。第11代日本大学総長・日本大学理事長。専門は都市計画、建築計画。

## 略歴
昭和15年（1940年）に東京府で生まれる。東京都立大学附属高等学校に入学して、芸術家に憧れて美術研究部に入部した。昭和38年（1963年）に日本大学理工学部建築学科を卒業。昭和40年（1965年）には同（日大）大学院理工学研究科修士課程建設工学専攻を修了する。その後、日本大学理工学部助手となり、専任講師、助教授と昇格し、昭和58年（1983年）に教授に就任した。平成9年（1997年）から理工学部長および理工学研究科長を務める。1998年～1999年の期間と2001年～2002年の期間に日本大学の副総長を歴任する。そして、平成17年（2005年）9月には、日大理工学部出身の教授では木下茂徳総長以来2人目の総長になる第11代日本大学総長・短期大学部長に就任した。日本大学の理事長を兼務して、大学運営を3年間務めた。
この間、昭和55年（1980年）に『巨大都市における「商業地域」の土地利用に関する研究』で工学博士（日本大学）を取得している。また、中国の西安理工大学名誉教授を授与された。

## 諸活動
研究活動では日本不動産学会理事、日本環境管理学会理事、日本環境共生学会理事、資産評価政策学会評議員、地域マネジメント学会顧問を歴任する。
また、社会的活動では2006年から2010年まで日本工学教育協会会長を務めたほか、日本私立大学連盟常務理事、大学基準協会理事、日本工学アカデミー会員、日本学術会議連携会員を務めた。
さらに、千代田区都市計画審議会会長、船橋市都市計画審議会会長を務め公共政策に参画した。

## 著書
- 『宅建合格四週間』（編著、彰国社、1990年/1992年/1993年）
- 『宅建合格四週間問題集』（編著、彰国社、1992年）
- 『一級建築士受験全学科必修テキスト』（編著、彰国社、1995年）
- 『都市化の現状と将来』（編著、永野征男、大明堂、1995年）
- 『都市の計画と設計』（監修、共立出版、2002年/第2版、2008年）